# Confederación General de Trabajadores del Perú
La Confederación General de Trabajadores del Perú (CGTP) es una central sindical peruana de ideología mariateguista con sede en Lima. Fue fundada en 1929 por José Carlos Mariátegui y se orienta bajo los lineamientos de la lucha de clases. El lema de la CGTP es "Por la unidad proletaria" y su periódico oficial es Labor.

## Inicios

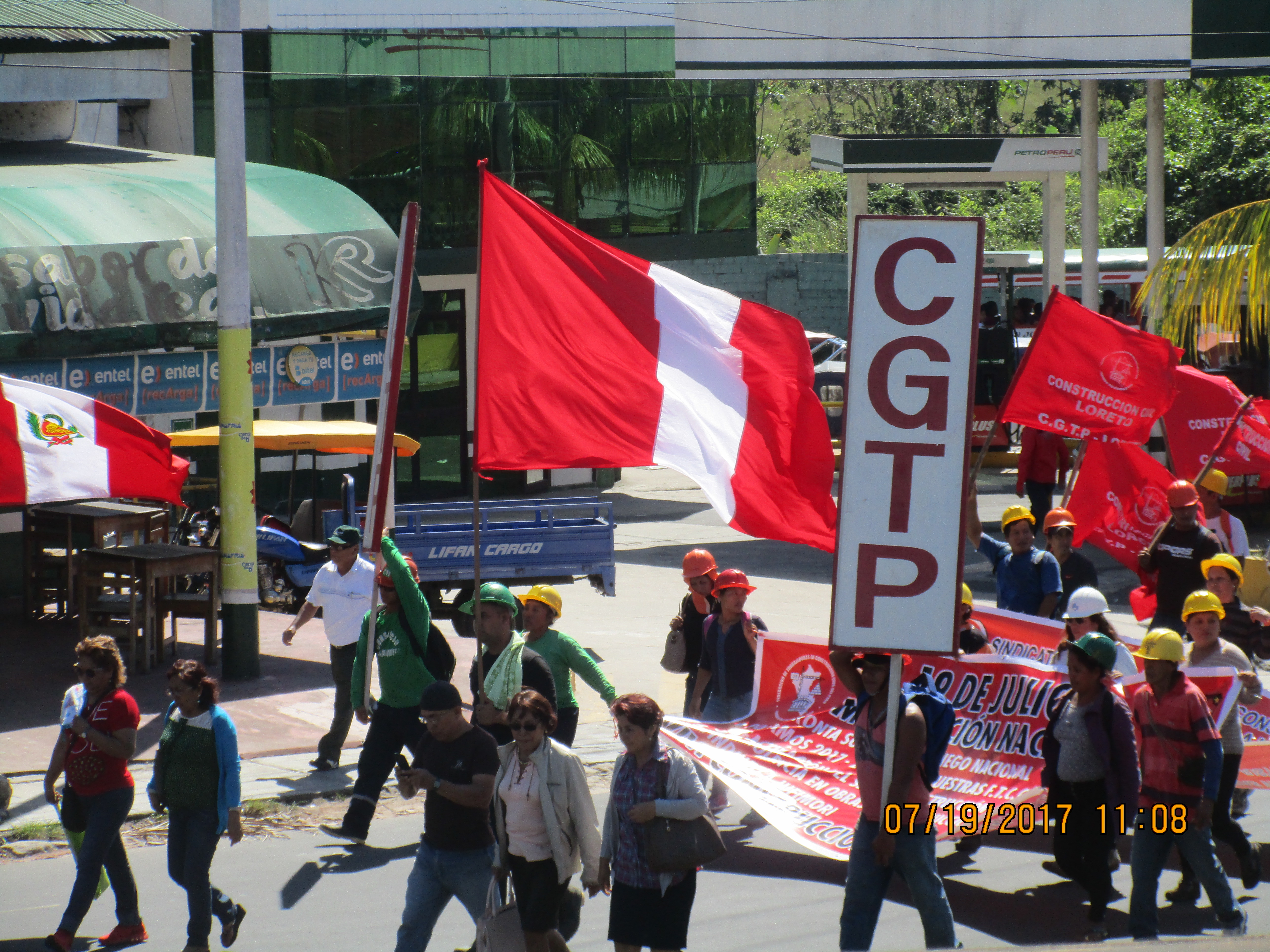
Manifestantes de la CGTP en la Huelga Nacional de 2017.

La CGTP fue fundada el 17 de mayo de 1929 en un Congreso Obrero que reunió a delegados sindicales de Lima y algunas otras ciudades del país, los cuales aprobaron el Estatuto y Programa de Lucha propuestos por el pensador y activista social José Carlos Mariátegui. 
El dictador militar Luis Miguel Sánchez Cerro la declaró ilegal en 1930 tras decretar el estado de emergencia en Lima y en Junín. Fue en medio de una huelga de trabajadores mineros en Cerro de Pasco, Morococha, Malpaso y La Oroya, que acabó con 14 trabajadores mineros muertos en la masacre de Malpaso. Fred Morris Dearing, embajador americano, y Harold Kingsmill, administrador general de la Cerro de Pasco Corporation, presionaron a Sánchez Cerro para que elimine las protestas sindicales, amenazándolo con terminar las actividades mineras con lo que causarían un gran daño a la economía peruana en crisis. El asunto fue asumido por el Secretario de Estado Henry L. Stimson, quien en Washington D. C. le comunicó al embajador peruano en los Estados Unidos, Manuel de Freyre y Santander, que si fuera necesario el Perú tenía que enviar al ejército para impedir la huelga de trabajadores mineros de la Cerro de Pasco Corporation.

## Reconstitución
Los sindicalistas de la CGTP sufrieron persecución, cárcel y destierro, motivo por el cual la acción sindical se redujo considerablemente durante las siguientes décadas. A partir de los años 60, activistas sindicales afiliados al  Partido Comunista Peruano inician un proceso de reagrupamiento con miras a reconstituir la CGTP. De este esfuerzo se conforma el Comité de Unificación Sindical (CDUS) el 28 de septiembre de 1966 agrupando a la Federación de Trabajadores en Construcción Civil, Federación bancaria, federación de Pescadores, Federación Minera y federaciones regionales como la Federación Departamental de Trabajadores de Arequipa y la Federación Departamental de Trabajadores del Cusco.
El trabajo de reconstitución culmina en el Congreso Nacional realizado entre el 9 y 14 de junio de 1968 dónde se establece nuevamente la CGTP, eligiendo una dirección nacional donde participan delegados sindicales de diferentes tendencias políticas como comunistas, guevaristas, acciopopulistas, cristianos de izquierda entre otros. Durante sus primeras décadas la mayor influencia provenía del Partido Comunista Peruano, pero a partir de los años 90, la composición de los congresos sindicales y de los cuerpos directivos han sido plurales y representativos de diferentes corrientes desde la centro izquierda a la izquierda legal.

## Liderazgo sindical
Han sido importantes dirigentes sindicales Isidoro Gamarra Ramírez, Valentín Pacho y Pedro Huillca Tecse, este último habría sido asesinado el 18 de diciembre de 1992 por paramilitares del Grupo Colina, cuando era secretario general de la CGTP y de la Federación de Trabajadores en Construcción Civil del Perú. Posteriormente y durante la renuncia de Alberto Fujimori como Presidente Electo del Perú, se acusó y enjuició a Vladimiro Montesinos y Alberto Fujimori Fujimori. Actualmente, el Secretario General es Mario Huamán Rivera, de la FTCCP.
En la actualidad, es la principal central sindical del país, reuniendo a diferentes gremios entre los que destacan la Federación de Trabajadores en Construcción Civil del Perú (FTCCP), Sindicato Unitario de Trabajadores en la educación peruana (SUTEP), Federación de Trabajadores Mineros, Metalúrgicos y Siderúrgicos del Perú (FNTMMSP), Sindicato unitario de Trabajadores de telefónica del Perú (SUTTP), Federación Nacional de Trabajadores en Alimentos, Bebidas y afines CGTP-ABA, Federación Nacional de Trabajadores en Agua potable del Perú (FENTAP) entre otros gremios, así como federaciones regionales en las 25 regiones del país.